# ブフシ
ブフシ（ルーマニア語: Buhuşi）は、ルーマニアのバカウ県にある町。人口は1万8980人ほどである。
15世紀の記録にボデシュティ (Bodeşti) が封建領主によってブフシュ (Buhuş) と名づけられたとある。クジェタレア百科事典を編纂したルチアン・プレデスクや「ルーマニア史」で知られるコンスタンティン・C・ジウレスクとディーヌ・C・ジウレスクなどは町の名をブクレシュティ (Bucureşti) とした。
かつては南東欧最大級の繊維工場が置かれたが、社会主義体制の崩壊で急速に衰退、雇用者も200人を下回った。郊外にはオスマン帝国隆盛期の1457年にシュテファン大公がつくらせたルンク修道院が残る。
町はマルジネア (Marginea) とルンク (Runcu) の二村からなり、初等学校が5校とイオン・ボルチェア工科学校がある。